# ورزشگاه ابن بطوطه
ورزشگاه ابن بطوطه (بربری: ⴰⵏⵏⴰⵔ ⵏ ⵉⴱⵏ ⴱⴰⵜⵓⵜⴰ، عربی: ملعب ابن بطوطة) یک ورزشگاه چند منظوره در طنجه، مراکش است. بیشتر برای مسابقات فوتبال و رویدادهای بزرگ به عنوان مراسم یا کنسرت استفاده می‌شود. ظرفیت این ورزشگاه ۶۵،۰۰۰ نفر است. این مکان به عنوان خانه جدید اتحاد طنجه عمل می‌کند و جایگزین ورزشگاه مرشان سابق می‌شود. این ورزشگاه به نام ابن بطوطه نامگذاری شده است.
در ۲۶ آوریل ۲۰۱۱ افتتاح شد. در ۲۷ ژوئیه، این ورزشگاه میزبان سوپر جام فرانسه ۲۰۱۱ بود که در آن مارسی ۵–۴ لیل را شکست داد.
این ورزشگاه یکی از ورزشگاه‌های تایید شده میزبان جام ملت‌های آفریقا ۲۰۱۵ بود که قرار بود به میزبانی مراکش برگزار شود تا اینکه حق میزبانی از آن سلب شد.
این ورزشگاه برای دومین بار در ۲۹ ژوئیه میزبان سوپر جام فرانسه ۲۰۱۷ بود که در آن پاری سن ژرمن ۲–۱ موناکو را شکست داد.
زمانی که مراکش میزبان مسابقات قهرمانی ملت‌های آفریقا ۲۰۱۸ بود، این ورزشگاه میزبان شش بازی در مرحله گروهی و یک بازی در مرحله یک چهارم نهایی بود.
این ورزشگاه میزبان بازی سوپر جام اسپانیا ۲۰۱۸ بین نایب قهرمان کوپا دل ری، سویا، و قهرمان کوپا دل ری ۱۸–۲۰۱۷ و لا لیگا ۱۸–۲۰۱۷، بارسلونا بود که در آن بارسلونا ۲–۱ سویا را شکست داد.
این ورزشگاه در صورت میزبانی مراکش از جام جهانی فوتبال ۲۰۲۶، میزبان بعضی از مسابقات بود. در صورتی که مراکش میزبان جام جهانی بود، این ورزشگاه قرار بود میزبانی مرحله یک‌چهارم نهایی را بر عهده بگیرد.
این ورزشگاه در حال بازسازی اساسی برای افزایش ظرفیت و تغییر نمای بیرونی برای میزبانی جام باشگاه‌های جهان ۲۰۲۲ است. برنامه ریزی شده است که ظرفیت از ۴۵،۰۰۰ صندلی به ۶۵،۰۰۰ افزایش یابد.